# Rineloricaria pentamaculata
Rineloricaria pentamaculata är en fiskart som beskrevs av Francisco Langeani och De Araujo, 1994. Rineloricaria pentamaculata ingår i släktet Rineloricaria och familjen Loricariidae. Inga underarter finns listade i Catalogue of Life.